# Teufels Hirnschale
Teufels Hirnschale ist ein mit Verordnung des Regierungspräsidiums Karlsruhe vom 29. Januar 1996 ausgewiesenes Naturschutzgebiet in Nagold. Der Name ist eine Bezeichnung flachgründiger Kuppen im Oberen Muschelkalk, die so flachgründig sind, dass der Pflug ständig über anstehendes Gestein schrammt.

## Lage und Beschreibung
Das Naturschutzgebiet befindet sich im Naturraum Obere Gäue. Es liegt im südlichen Bereich der Stadt Nagold und grenzt im Westen an das Kreiskrankenhaus. Das Gebiet steht im oberen Teil im Oberen Muschelkalk und an den Flanken auf Mittlerem und Unterem Muschelkalk. Im Unteren Muschelkalk tritt am Südosthang Wasser aus, das zur Waldach hin fließt.

## Schutzzweck
Laut Verordnung ist der Schutzzweck die Erhaltung und Pflege der naturnahen, reich strukturierten Landschaft des Naturraumes „Nagold-Heckengäu“ mit den vielfältigen Trockengebietstypen wie Halbtrockenrasen, Wacholderheiden, Staudensäumen, lichten Kiefern-Mischwäldern sowie den zahlreichen Hecken als Lebensraum typischer, spezialisierter Tier- und Pflanzenarten wie der Laubholz-Säbelschrecke, dem Schwarzspecht. Geschützt werden sollen ferner die Schilfbestände an südostexponierten Quellen. An selteneren Pflanzenarten seien genannt: Küchenschelle, Kalk-Aster, Kleine Wiesenraute, Salomonssiegel und Blut-Storchschnabel.